# モリソン・C・イングランド・ジュニア
モリソン・コーエン・イングランド・ジュニア（Morrison Cohen England Jr. 1954年 - ）は、カリフォルニア州東部地区の米連邦裁判所判事である。

## 生い立ち
ミズーリ州セントルイスで生まれる。パシフィック大学を1977年に卒業し、学士号を取得した。その後、マックジョージ法科大学で1983年に法務博士を取得した。1988年から2002年までアメリカ陸軍予備軍に所属。

## 経歴
ジョージ・W・ブッシュ大統領によって、2002年3月21日に任命された。2002年8月1日にアメリカ合衆国上院で承認された。2012年5月1日から2016年4月30日まで首席判事をしていた。